# Nyingmapa

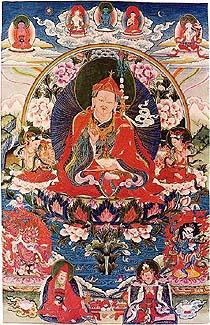
Thangka Nyingmapa avec Padmasambhava.

Le courant nyingma  (tibétain : རྙིང་མ་, Wylie : rNying-ma, pinyin tibétain : nyinngma) ou nyingmapa ( Wylie : rNying-ma-pa, littéralement : ancienne école) est la plus ancienne des traditions du bouddhisme tibétain, adaptation à la culture tibétaine du vajrayana (ou bouddhisme tantrique) comme l'indique son nom (nyingma : ancien ; pa : courant). Elle reprend certains textes du chamanisme bön, religion traditionnelle tibétaine.
Ses différentes lignées remontent à Padmasambhava, fondateur du vajrayana, qui selon une des traditions apporta le bouddhisme au Tibet,,,, le « Pays des neiges », et se basent sur la première vague de traductions du sanskrit en tibétain des tantras et des sutras. Les autres courants (principalement kagyüpa, sakyapa et gelugpa), basés sur des traductions ultérieures, sont parfois regroupés sous le terme sarmapa (nouvelle tradition). Les nyingmapa sont parfois appelés bonnets rouges, terme qui peut aussi s'appliquer aux sakya et aux kagyu, les gelugpa étant les seuls à porter des bonnets jaunes.
L'école nyingma est la branche la plus orientée vers les aspects ésotériques du tantrisme. À l'instar du bön qui s'en rapproche, elle comprend de nombreux maîtres laïcs mariés. L'école  nyingma fait jouer un rôle central à Padmasambhava et à la dévotion au maître. C'est l'école qui détient (avec l'école non bouddhiste bön) les enseignements les plus élevés du Dzogchen. Les maîtres Dzogchen peuvent parfois adopter un comportement de folle sagesse non conventionnel. Ces caractéristiques, et l'absence de pouvoir politique depuis la deuxième transmission du Bouddhisme au Tibet, l'ont parfois désavantagée et fait considérer avec un brin de suspicion par les autres courants bien que ses pratiques les plus secrètes ont souvent été adoptées comme pratiques ultimes par de nombreux maîtres des autres écoles (incluant plusieurs dalaï-lama). Elle fait partie des cinq traditions religieuses tibétaines ayant deux représentants au sein du Parlement tibétain en exil. De plus, un chef de l'école nyingma est désigné à la suite de l'exode tibétain de 1959 et confirmé par le 14e dalaï-lama pour les premiers d'entre-eux :  
- Shechen Rabjam Rinpoché décline la fonction[8].
- Dzogchen Rinpoche (en) Jigmé Losel Wangpo décline la fonction[9],[8].
- Kathok Getse Rinpoché (2018)
- Taklung Tsetrul Rinpoché[10] (2012-2015),
- Trulshik Rinpoché (2010-2011),
- Mindroling Trichen Rinpoché (2003-2008),
- Penor Rinpoché (Pema Norbu) (1991-2003),
- Dilgo Khyentse Rinpoché (1987-1991),
- Dudjom Rinpoché (des années 1960 à 1987)[11].

Une autre caractéristique de l'enseignement nyingma, que le courant partage avec le bön, est l'existence d'une transmission directe sautant les générations. La transmission directe se fait par l’intermédiaire des termas, textes dissimulés par d'anciens maîtres, en général Padmasambhava, découverts par les tertöns (découvreurs de trésors) en tant qu'objets matériels ou visions.
Présente tout d'abord dans les régions du Tibet central, l'école s'est ensuite développée dans les régions orientales, particulièrement au Kham (Tibet oriental) où la majorité de ses pratiquants se trouvent actuellement. Les nyingmapas sont également influents au Bhoutan, au Sikkim et dans certaines régions du Népal. Comme toutes les traditions tibétaines, le courant a essaimé en Occident après l'invasion du Tibet.

## Origines

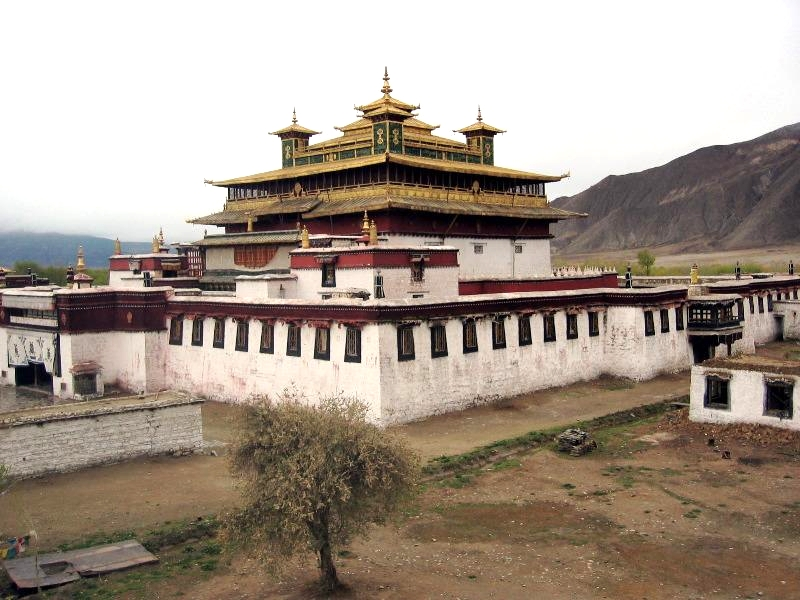
Samyé, premier monastère bouddhiste au Tibet

Jusqu'au XIe siècle, où avec le développement de nouveaux courants elle reçoit son nom d'« ancienne », l'histoire de la tradition nyigma se confond avec celle de l'ensemble du bouddhisme tibétain.
Selon une tradition, le premier contact avec le bouddhisme aurait eu lieu vers 433 : alors que le roi Lhatho-Thori-Nyentsen était âgé de 60 ans, un texte bouddhique (Pang Kong Chag Gya Pa) et des objets sacrés tombèrent sur le toit de son palais.
Au VIIe siècle, le roi Songtsen Gampo (617-698) eut 2 épouses bouddhistes, la princesse Bhrikuti, fille du roi du Népal Amsuvarma, et la princesse Wencheng Kongjo, fille de l'empereur de Chine Taizong. Il fit construire de nombreux temples, dont le temple de Jokhang (Rasa Thrulnang) et le Monastère de Ramoché. Songtsen Gampo envoya en Inde son ministre Thonmi Sambhota pour y étudier le sanskrit. Il créa l’écriture tibétaine à partir de l'alphabet indien devanagari.
Au VIIIe siècle, le roi Trisong Detsen (742-797) invita Shantarakshita (d. 802), abbé de Nâlandâ (arrivé avant 767), pour propager le bouddhisme. La nouvelle religion faisant face à de très vives oppositions, Shantarakshita demanda au roi d'inviter le très grand maître Padmasambhava (arrivé vers 774). Le monastère de Samyé fut fondé par Padmasambhava et devint le symbole du bouddhisme au Tibet.
Le roi Trisong Detsen ordonna la traduction en tibétain de tous les textes bouddhiques indiens. Padmasambhava supervisa la traduction des tantras, Shantarakshita celle des sutras. Ils furent aidés par 108 traducteurs et les 25 disciples principaux de Padmasambhava. Le roi Trisong Detsen organisa un débat philosophique entre l'indien Kamalashila et le chinois (chan) Hashang Mahayana qui s'affrontaient. En 792, à l'issue du débat  relaté par Paul Demiéville sous le nom de concile de Lhassa (appelé aussi « débat de Samyé »), le bouddhisme indien l'aurait emporté, et Trisong Detsen aurait déclaré le bouddhisme religion d'état au Tibet.
Sous les règnes des rois Mouné Tsenpo, Moutik Tsenpo et Tri Relpasen (règne : 815–838), le bouddhisme se développa. Mais en 842, Tri Relpasen fut assassiné et son successeur Langdarma ordonna la  persécution systématique du bouddhisme avant d'être lui-même assassiné en 842. C'est en 978, les grands troubles politiques passés, que le bouddhisme reprit une existence officielle. C'est à partir de cette époque que l'on va appeler l'école qui suit les traductions de la première introduction du bouddhisme au Tibet les « anciens » c'est-à-dire les Nyingmapa.
Les maîtres fondateurs de la tradition nyingma sont, outre Padmasambhava et Shantarakshita, les 25 disciples du premier dont Yeshe Tsogyal, Vimalamitra et Vairotsana. Buddhaguhya, Shantipa et le maître tantrique Dharmakīrti, actifs à la même période, ont également joué un rôle important dans la propagation du bouddhisme et du tantrisme.
Au XIe siècle, Rongdzom Tchökyi Zangpo (1012-1088)  et Guru Chöwang (1212-1270) jouèrent un rôle très important dans la renaissance de la tradition Nyingmapa.
En 1159, Kadampa Déshek (1122-1192), frère de Phagmo Drupa, fonde le monastère de Kathok, seconde institution importante après celle de Samyé.
Il est à noter que la séparation entre les différentes écoles n'était pas très prononcée durant les premiers siècles du Bouddhisme au Tibet.

## DuXIIesiècleà nos jours

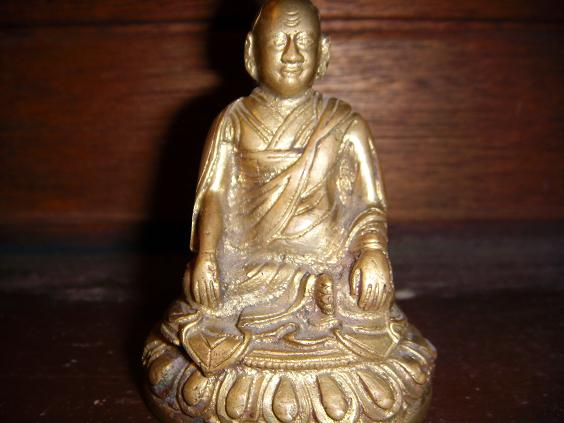
Longchenpa en méditation dans la « posture à l'aise », les mains sur les genoux, qui est la posture de méditation des Nyingmapa.

La communauté des Nyingmapa n'a jamais été impliquée dans le pouvoir politique au Tibet. Les Nyingmapa produisirent de nombreux textes et ouvrages dont les plus importants ont exercé une influence sur les autres écoles du Bouddhisme tibétain. La majorité des grands auteurs sont des tertöns. Trois maîtres contribuèrent de façon notable au mouvement syncrétique (non-séctaire) rimé.
- Longchenpa (1308-1364), auteur prolifique, clarifia l'enseignement en rédigeant de nombreux ouvrages, en particulier le Dzôdün (sept trésors). Il est considéré comme le plus grand maître Nyingmapa[17],[16]. Il est souvent appelé simplement « l'omniscient » dans les textes de cette école. Il assembla l'ensemble du Nhyingthik Yabshyi qui contient l'ensemble des textes fondamentaux du Dzogchen : ceux apparus sous forme de termas et qui ont pour origine  Padmasambhava et ceux de la tradition orale qui ont pour origine Vimalamitra, plus des commentaires de Longchenpa. L'ensemble correspond à ce qui est appelé le Nhyingthik ancien.
- Urgyen Terdak Lingpa (1646-1714), (tertön), fondateur du monastère de Mindroling, fut le maître/disciple du 5e dalaï-lama Lobsang Gyatso. Il rassembla la transmission orale des nyingmapa[6]. À la même époque sont fondées les monastères Dzogchen (1685), Pelyül (1665) et Shetchen (1735).
- Jigme Lingpa (1730-1798), (tertön), a reçu en vision en 1757[18]  de Longchenpa le cycle de termas appelé Longchen Nyingthik, qui constitue la base principale du dzogchen contemporain, appelé le Nhyingthik nouveau[18].
- Dodrupchen Jikmé Trinlé Özer (1745-1821), le premier Dodroupchen, il fut le principal détenteur du Longchen Nyingthik après Jigme Lingpa. Il eut aussi pour maître le troisième Dzogchen Rinpoché, Ngedön Tendzin Zangpo. Il a eu beaucoup de visions pures et a manifesté des signes extraordinaires.
- Mingyur Namkhé Dorje (1793-1870), le quatrième Dzogchen Rinpoché. Il eut pour maître le premier Dodroupchen et fut le maître de Jamyang Khyentse Wangpo, Do Khyentse Yeshe Dordje, Patrul Rinpoché et Mipham Rinpoché. Il était réputé pour sa parfaite clairvoyance. Il ne faisait plus la distinction entre le bien et le mal et ne faisait plus attention aux normes conventionnelles tant sa réalisation était élevée.
- Do Khyentse Yeshe Dordje (1800-1866) fut un maître de folle sagesse et la tradition Nyingmapa lui attribue un très grand nombre de miracles. Tulku Thondup explique : « Do Khyentse Yeshe Dordje manifesta le pouvoir de son esprit en accomplissant d'incroyables miracles, et fut à cet égard le plus grand maître tantrique au Tibet au cours des siècles derniers[18]. »
- Patrül Rinpoché (1808–87), reconnu comme la réincarnation de Śāntideva et devint le disciple de Jigmé Gyalwai Nyougou, le principal disciple de Jigme Lingpa. Il écrivit de nombreux ouvrages dont le Künzang Lamé Sheloug, « Les paroles de mon Maître Parfait » qui est le livre de référence pour la pratique du Ngöndro chez les Nyingmapa[14].
- Mipham Rinpoché (1846–1912) « océan indomptable », fut reconnu comme une émanation de Manjusri, bodhisattva de la sagesse. Il a donné une forme définitive et parfaitement cohérente à la doctrine de l'école Nyingmapa[19]. L'école kagyüpa a adopté certains de ses écrits. Mipham Rinpoché (1846–1912) et Patrül Rinpoché (1808-1887) contribuèrent de façon importante au mouvement rimé initié par Jamyang Khyentsé Wangpo (1820-1892) .
- Tertön Sogyal (1856-1926), grand tertön et maître du 13e dalaï-lama.
- Jigme Tenpai Nyima (1865-1926), le troisième Dodroupchen Rinpoché. Il eut de nombreux maîtres dont Patrül Rinpoche, Jamyang Khyentse Wangpo et Mipham Rinpoché. Il fut un très grand pratiquant et dispensa de nombreux enseignements dont « tourner souffrance et bonheur en éveil », un enseignement de l'entrainement de l'esprit pour garder patience face aux difficultés de la vie, enseignement toujours très enseigné à l'heure actuelle. Il eut de nombreux disciples dont Dzongsar Khyentsé Chökyi Lodrö.
- Dzongsar Khyentsé Chökyi Lodrö (1893-1959) était le plus grand maître tibétain de son époque[20].
- Khenpo Jigme Phuntsok (1933-2004), grand Tertön décédé au Tibet dans des circonstances troubles.
- Maitres contemporains : Dudjom Rinpoché (~1904–1987), Dilgo Khyentse Rinpoché (~1910-1991), Tulku Urgyen Rinpoché (1920–1996), Trulshik Rinpoché (1923–2011), Chagdud Tulku Rinpoché (1930–2002), Mindroling Trichen Rinpoché (1930–2008), Thinley Norbu Rinpoché (1931–2011), Penor Rinpoché (Pema Norbu) (1932–2009), Sogyal Rinpoché (1947-2019), Khyentse Norbu (fils de Thinley Norbu Rinpoché et cinéaste, également connu comme Dzongsar Jamyang Khyentse Rinpoché) (1961), Rigdzin Namkha Gyatso Rinpoché (1967).

L'école nyingma s'est implantée en France en 1977 avec la fondation par Dudjom Rinpoché du centre Urgyen Samyé Chöling en Dordogne, région où a vu le jour en 1980 le Centre d'études de Chanteloube. En 1981, Sogyal Rinpoché a fondé à Paris le centre Rigpa, suivi en 1991 du centre de retraites européen Lérab Ling dans le Languedoc-Roussillon.

## Padmasambhavaet l'importance de la dévotion
L'école nyingma a une dévotion extrêmement forte pour Padmasambhava qui est considéré comme le second  bouddha.
Matthieu Ricard qui fut le disciple du maître Nyingmapa  Dilgo Khyentse Rinpoché déclare :

« Au Tibet, Padmasambhava, Né-du-Lotus, le plus souvent connu sous le nom de Guru Rinpoché, le « précieux maître », est révéré comme un second Bouddha. [...] Pour les Tibétains, Padmasambhava est considéré comme une manifestation du Bouddha Shakyamouni. En effet, dans la Parinirvâna, on trouve une prédiction dans laquelle  Shakyamouni annonce qu'il reviendra par une immaculée afin de répandre les enseignements des tantras. »

En fait, pour l'école nyingma, Padmasambhava est la réincarnation du  Bouddha Shakyamouni revenu sur terre pour donner les enseignements les plus élevés du « Mantras secret » (les tantras du Mahayoga, Annuyoga) et du Dzogchen. Elle se base sur plusieurs textes dont le Sutra des prédictions de Maghada où le  Bouddha Shakyamouni dit :

« Je quitterai ce monde afin d'éradiquer la vue de la permanence,

Mais dans douze années, afin d'éliminer la vue du nihilisme, 

J'apparaîtrai d'un lotus sur le lac Kosha immaculé,

Sous la forme d'un fils noble qui réjouira le roi,

Et tournerai la roue du Dharma du sens essentiel inégalé. »

Et le tantra de la personnification parfaite de la nature inégalée:

« Huit ans après le passage en nirvāna,

Je réapparaîtrai dans le pays d'Oddiyana,

Portant le nom de Padmasambhava,

Je deviendrai le seigneur des enseignements du Mantra secret,. »

Éradiquer la vue de la permanence fait référence aux enseignements du Mahāyāna en particulier à ceux du deuxième tour de roue du Dharma.
Selon la vie « légendaire » de Padmasambhava telle qu'elle est racontée dans l'école nyingmapa, c'est lui qui est né quelques années après le parinirvâna. Il aurait vécu dans le monde humain au moins jusqu'au VIIIe siècle où il convertit le Tibet au Bouddhisme. D'autre part, lorsqu'il quitta le monde des humains, Padmasambhava atteignit le « corps d'arc-en-ciel du grand transfert » qui est la réalisation ultime du Dzogchen. Ce qui veut dire, que pour les nyingmapa, Padmasambhava n'est pas mort et demeure ici bas pour œuvrer au bien de tous les êtres. Il s'est retiré dans la terre des Rākshasa vivant dans la « Glorieuse Montagne cuivrée ».
Chögyam Trungpa Rinpoché le dit :

« Padmasambhava vit toujours, littéralement parlant. Il ne vit pas en Amérique du sud, mais dans un lieu éloigné - sur un continent de vampires [les Rākshasa], dans un endroit appelé Sangdok Pelri, la « Glorieuse Montagne cuivrée ». Il vit toujours. Puisqu'il est le Dharmakāya, le fait que les corps physiques soient résorbés par la nature n'a pas vraiment d'importance ici. Si nous le cherchions, il se peut que nous le trouvions. »

Il est susceptible d'apparaître sous huit aspects différents. Les 10 et 25 de chaque mois lunaire lui sont consacrés (journées de Tsok).
Ses vingt-cinq disciples sont considérés comme des êtres aux pouvoirs extraordinaires. Ainsi Namkhe Nyingpo voyage avec la lumière, Khandro Yeshe Tsogyal ressuscite les morts, Vairotsana est doué d'une intuition hors du commun, Nanam Yeshe peut voler, Kawa Peltseg lit dans les pensées et Jnana Kumara accomplit des miracles.
La liste des vingt-cinq disciples est la suivante : la princesse de Karchen Khandro Yeshe Tsogyal, le roi Trisong Detsen, le traducteur Vairotsana, Nanam Dorje Dudjom, Namkhai Nyingpo, Nub Chen Sangye Yeshe, Gyalwa Choyang, Palgyi Yeshe, Palgyi Senge, Nyak Jnanakumara, Gyalmo Yudra Nyingpo, Yeshe Yang, Sokpo Lhapal, Nanam Zhang Yéshé Dé (it), Palgyi Wangchuk, Denma Tsémang, Kawa Paltsek, Shupu Palgyi Senge, Dré Gyalwe Lodro, Drokben Khyenchung Lotsawa, Otren Palgyi Wangchuk, Ma Rinchen Chok, Lhalung Palgyi Dorje, Langdro Konchog Jungné et Lasum Gyalwa Changchup. Quasiment tous les grands maîtres nyingmapa et tous les tertöns sans exception,, sont considérés comme des réincarnations des vingt-cinq disciples.
Si la dévotion pour le maître spirituel est très forte dans tout l'ensemble du Vajrayāna, elle est encore plus prononcée dans l'école Nyingmapa où l'on reproduit le schéma originel de l'école : le maître étant assimilé à  Padmasambhava et les étudiants aux vingt-cinq disciples. Cela est indispensable pour recevoir les enseignements Dzogchen en particulier « l'introduction à la Nature de l'esprit »  où le maître transmet directement la nature ultime de l'esprit et de la réalité à l'étudiant. Pour que cela se produise effectivement, l'étudiant doit avoir une dévotion sans limite pour le maître et la lignée.
Le maître Nyingmapa Sogyal Rinpoché l'explique :

« Le maître n'est rien de moins que la face humaine de l'absolu, le « téléphone » par l'intermédiaire duquel tous les bouddhas et tous les êtres éveillés peuvent entrer en communication avec vous [...] Dans ma tradition, nous vénérons le maître pour sa bonté qui est plus grande que celles des Bouddhas eux-mêmes. Bien que la compassion et le pouvoir des Bouddhas soient toujours présents, nos voiles nous empêchent de les rencontrer face à face. Par contre, nous pouvons rencontrer le maître. »

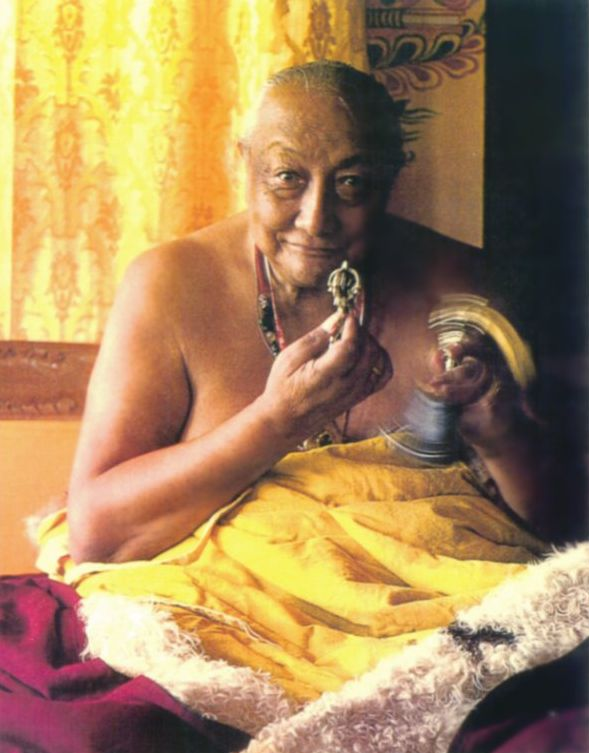
Dilgo Khyentse Rinpoché (1910-1991) fut de nombreuses années le chef de l'école Nyingmapa.

Le  maître n'est jamais maître par lui-même mais toujours par rapport à ses propres maîtres et la lignée (« on reconnaît un maître à son maître »). La notion de lignée qui est essentielle dans tout le Vajrayāna et même dans toute tradition spirituelle prend une dimension obsessionnelle dans l'école Nyingmapa car seule la lignée peut garantir l'authenticité du maître. Ce qui explique que ce dernier cherche toujours à montrer que les autres maîtres le reconnaissent comme tel et valident comme authentique son activité. D'autre part, la lignée est dite remonter directement à Padmasambhava et même au Bouddha Shakyamouni. Le  maître ne devient maître que parce que ses maîtres et toute la lignée Nyingmapa l'ont abondamment testé et autorisé à le devenir, après une très longue formation où le futur maître reste très effacé. D'autre part, un maître reste toujours un disciple par rapport à d'autres maîtres jusqu'à sa mort,.
Sogyal Rinpoché l'explique :

« la lignée assure une protection capitale : elle maintient l'authenticité et la pureté de l'enseignement. On reconnaît un maître au maître qui fut le sien. »

Il est dit que le disciple doit prendre longtemps pour décider de prendre un maître comme son maître car il doit absolument, au préalable, se convaincre lui-même de l'authenticité du maître, c'est-à-dire de sa lignée.
L'importance de la dévotion dans l'école Nyingmapa est très bien décrite par l'enseignement suivant de Dilgo Khyentse Rinpoché qui fut le chef de cette école de 1987 à 1991:

« La dévotion est l'essence du chemin, et si nous n'avons rien d'autre à l'esprit que la présence du maître, et n'éprouvons rien d'autre qu'une dévotion fervente, tout ce qui se produit est perçu comme sa bénédiction. Pratiquer simplement, sans jamais se départir de cette dévotion, est la prière même. »

Padmasambhava est le centre de toutes les lignées et l'archétype du maître. C'est pourquoi, il est toujours appelé « Guru Rinpoché »,.

## Monastères
Le plus ancien est le monastère de Samyé achevé vers 810. La tradition monastique n'était pas aussi importante dans les premiers temps du bouddhisme tibétain qu'aujourd'hui, et c'est au XIIe siècle seulement qu'apparurent d'autres monastères importants, Kathok dans le Kham, fondé par Ka Dampa Desheg (1112-1192) en 1159 et Nechung au Tibet central fondé par Chokpa Jangchub Palden.
À partir du XVe siècle, suivant le développement du monachisme, de grands centres de formation apparurent, en majorité au Kham : Mindroling, fondé en 1676 par Rigzin Terdak Lingpa - Minling Terchen Gyurmed Dorje- (1646-1714), Dorje Drak fondé en 1632 par Rigzin Ngagi Wangpo, Palyul établi par Rigzin Kunsang Sherab en 1665, Dzogchen établi par Dzogchen Pema Rigzin en 1685 et Shéchèn fondé par Shechen Rabjampa en 1735. Dans la province de l'Amdo furent fondés Dodrupchen et Darthang.
On distingue 6 monastères « mères » (magon) qui furent tout d'abord Dorje Drak, Mindroling, Palri, Kathok, Palyul et Dzogchen. Ultérieurement, Palri fut remplacé par Shéchèn, et Dodrubchen remplace parfois Kathok. Des monastères mères dépendent des monastères « fils » (bugon) ; à partir de ceux-ci ont essaimé des monastères « additionnels » (yanggon).
Les principales institutions nyingmapa fondées en Inde après l'invasion chinoise du Tibet et l'exode tibétain de 1959 sont Thekchok Namdrol Shedrub Dargye Ling à Bylakuppe, dans l'État du Karnataka) ; Ngedon Gatsal Ling à Dehradun ; Palyul Chokhor Ling et E-Vam Gyurmed Ling à Bir, Nechung Drayang Ling à Dharamsala, et Thubten E-vam Dorjey Drag à Shimla, dans l'Himachal Pradesh.

## Enseignement et pratiques

### Particularités: tantrisme, Dzogchen et comportement deMahāsiddha

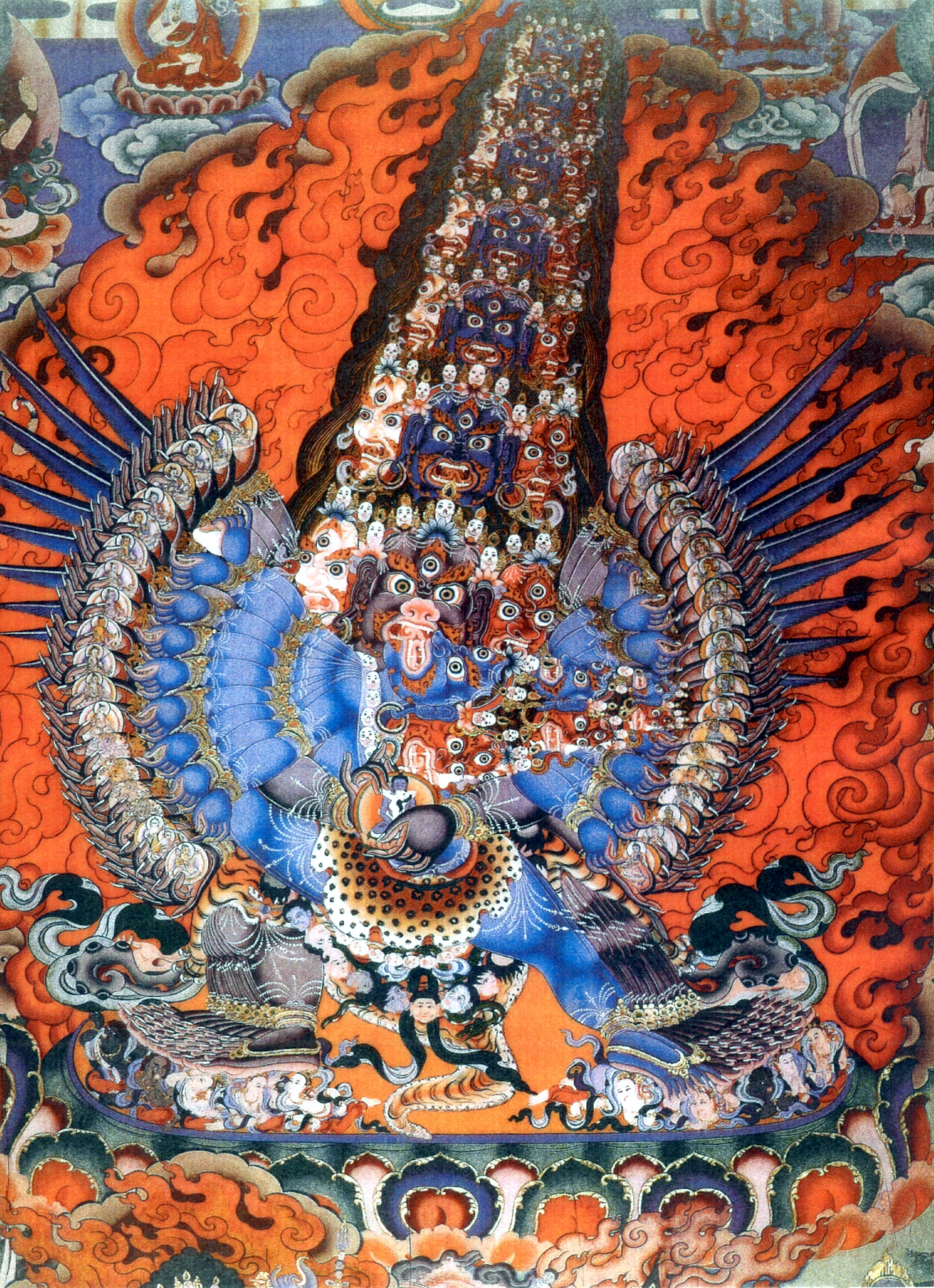
Déité courroucée du panthéon Nyingmapa: Chemchok Heruka, une forme courroucée du Bouddha primordial Samantabhadra.

L'école nyingma est la branche du bouddhisme tibétain la plus orientée vers les pratiques tantriques les plus ésotériques. D'autre part, c'est l'école qui tient les enseignements ultimes du Dzogchen.
Les aspects tantriques (symbolisme sexuel, présence de déités « courroucées » ayant un aspect très effrayant) sont encore plus marqués que dans les autres écoles tibétaines,. Dans le bouddhisme tibétain, et surtout dans l'école Nyingmapa, certaines déités peuvent prendre des formes très effrayantes (dites courroucées). Ce caractère effrayant a toujours frappé de stupeur les voyageurs étrangers qui découvraient le Tibet, en particulier, les premiers jésuites. En fait, la colère de ces déités est dirigée contre l'ego et toute forme d'égoïsme et de passions destructrices,. Plus la déité est courroucée plus il est dit que la pratique sera efficace d'un point de vue spirituel. D'autre part son « courroux de Vajra » (c'est-à-dire sa colère motivée par la pure compassion altruiste) est une forme très puissante de protection pour le pratiquant : c'est contre ses ennemis, en particulier les forces démoniaques de l'ego avec son cortège d'émotions destructrices (haine, désir, jalousie, etc.) que sa très puissante colère est dirigée. Une déité courroucée est dite pouvoir trancher net les schémas émotionnels ou cognitifs qui emprisonnent le pratiquant et l'empêchent de se libérer de l'ego et de progresser sur le chemin spirituel.
Il est à noter que, depuis la donation Lionel Fournier de 1989, le Musée national des arts asiatiques - Guimet à Paris possède la plus riche collection au monde d'art tibétain surtout pour les aspects ésotériques de l'école nyingmapa. Le Musée national des arts asiatiques - Guimet possède, entre autres, un livre de visions secrètes Dzogchen du 5e dalaï-lama qui fut le disciple/maître de  Terdak Lingpa, de nombreuses représentations de Vajrakilaya et de formes très courroucées de Padmasambhava et des protecteurs Nyingmapa. La plupart de ces œuvres ne sont pas présentées dans les collections permanentes mais ont été montrées durant deux expositions,.
Si le Dzogchen, la tradition spirituelle la plus élevées du Tibet, imprègne toute l'école Nyingmapa, l'immense majorité des nyingmapa ne sont pas à proprement parler des pratiquants Dzogchen car cela suppose un niveau spirituel de départ très élevé. En revanche, parmi les plus grands maîtres Dzogchen, on trouve de nombreux maîtres des autres écoles. Parmi bien d'autres, on peut citer  les 5e, 6e, 13e et 14e dalaï-lama (qui étaient Gelugpa). De même, Jamyang Khyentsé Wangpo et  Jamyang Khyentsé Chökyi Lodrö, qui étaient les plus grands maîtres dzogchen de leur temps, avaient une formation initiale de sakyapa. Les plus grands pratiquants suivent le chemin de leur école et deviennent par la suite des pratiquants du Mahamudra puis du Dzogchen.
Par exemple, Chögyam Trungpa Rinpoché a suivi toute la formation Kagyüpa et eut à la fin de sa formation un maître Nyingmapa dzogchen : Gangshar Wangpo. Les maîtres Nyingmapa Dzogchen des 5e, 13e et 14e dalaï-lama furent Terdak Lingpa, Tertön Sogyal et Dilgo Khyentse Rinpoché, respectivement. Avant l'exil des tibétains et encore plus, avant le mouvement Rimé du XIXe siècle, le fait que de très grands maîtres d'autres lignées avaient un maître dzogchen avait un caractère secret. Ainsi, les 5e et 13e dalaï-lama ne montraient pas en public leurs relations spirituelles avec des maîtres Nyingmapa : ils faisaient leurs pratiques dzogchen dans le temple secret du Lukhang (en) situé sur une petite île derrière le Potala. Le dernier étage du temple est encore aujourd'hui recouvert de fresques représentant des pratiques Dzogchen.
Directement issus du premier bouddhisme qui s'est développé sur le terrain du shamanisme bön, ses premiers représentants étaient souvent des yogis errants, des magiciens ou des exorcistes. Cette tradition, qui s'incarne dans les maîtres laïcs ngkapas ou ngagpas, constitue le sangha (communauté) blanc (d'après la couleur de la robe), par opposition au sangha rouge monastique devenu plus important au XIVe siècle avec la nécessité de disposer, comme les autres courants, d'un clergé formé dans les monastères faisant office de centres de philosophie bouddhique.
Une autre particularité de l'école qui a pu donner à certaines formes d'incompréhension est le fait que certains maîtres peuvent adopter un comportement de yogis semblant plus ou moins fous dans la lignée des mahasiddha. Ce comportement a été popularisé sous le terme de folle sagesse (yeshe chölwa en tibétain) en Occident à la suite des écrits de Chögyam Trungpa Rinpoche. En d'autres termes, leur comportement est volontairement non conventionnel. Il est dit très clairement qu'une telle attitude ne peut être adoptée que par des maîtres accomplis du Dzogchen et que ses étudiants ne doivent absolument pas chercher à imiter cet aspect de folle sagesse. Cette dernière prend directement sa source dans le comportement adopté par Padmasambhava pour « subjuguer » les tibétains au   VIIIe siècle. Ce comportement est rapporté par sa vie « légendaire » et exprimé à travers ses « huit noms du Guru » qui « sont les huit expressions de Guru Rinpoché (Padmasambhava) manifestées au cours de sa vie ». Ces huit expressions ou manifestations sont les suivantes : Guru Orgyen Dorje Chang, Guru Shakya Senge, Guru Pema Gyalpo, Guru Pema Jungne, Guru Loden Chokse, Guru Nyima Ozer, Guru Dorje Drolo et Guru Senge Dradog.
Dans les deux dernières « manifestations » (Guru Dorje Drolo et Guru Senge Dradog) adoptées pour convertir les tibétains au Bouddhisme alors que ces derniers étaient réputés à l'époque dans toute l'Asie pour leur sauvagerie, Padmasambhava prend une forme extrêmement courroucée comme on peut le voir sur les thangkas ou lors des danses traditionnelles,. De même, le maître Dzogchen peut prendre une forme courroucée, entre autres, sembler en grande colère, pour trancher net dans l'ego de ses disciples. Chögyam Trungpa Rinpoché explique :

« Dans le cas de la folie primordiale de la folle sagesse, nous refusons d'être attirés par la passion ou stimulés par l'agression. Nous établissons un lien avec ces expériences telles qu'elles sont, et si quelque chose surgit au milieu de cette complète banalité et commence à faire tache, nous tranchons dans le vif. »

À un étudiant qui lui demande si on trouve cette folle sagesse dans d'autres lignées que les  nyingmapa, il répond :

« Je ne le crois pas. Il y a aussi la lignée du Mahamudra qui se fonde sur un sens de la précision et de la justesse. Mais la lignée de la folle sagesse que j'ai reçue de mon gourou [le maître nyingmapa Gangshar Wangpo] semble posséder une puissance beaucoup plus grande. Elle se révèle quelque peu illogique - certaines personnes peuvent trouver terriblement menaçante cette impression consistant à ne pas savoir comment établir un lien avec la folle sagesse. Celle-ci semble être associée exclusivement à la lignée  Nyingma  et à la lignée maha ati [le Dzogchen]. »

Ce comportement a pour but essentiel d'aider les disciples à se débarrasser de leurs schémas égotiques. Le comportement du maître peut choquer l'étudiant mais ce n'est pas du tout le comportement en soi du maître qui est important : c'est à l'étudiant de tourner son regard vers l'intérieur, vers ses réactions par rapport à ce comportement. Le disciple peut voir alors comme dans un miroir ses schémas égotiques les plus profonds et les trancher pour s'en libérer. La méthode est dite être la plus efficace et la plus rapide de toutes mais ne peut être  utilisée que par un maître accompli du Dzogchen.
Chögyam Trungpa Rinpoché explique :

« la folle sagesse ne connaît aucun compromis. Le style de la folle sagesse consiste à nous accroître : à faire monter l'ego au niveau de l'absurdité, de la comédie, de la bizarrerie - et à nous lâcher brusquement. »

Pour toutes ces raisons (présence de nombreuses déités courroucées, dévotion très forte à un maître, comportement de folle sagesse de certains maîtres), la tradition nyingma a parfois été considérée avec une certaine suspicion par les trois autres grandes écoles du bouddhisme tibétain. C'était, en particulier, le cas de l'école Gelugpa qui dominait le Tibet. L'école Gelugpa a adopté un comportement en apparence opposée à la folle sagesse : les pratiquants et les maîtres sont des moines suivant une règle de vie très stricte et disciplinée. Néanmoins, les plus grands maîtres de toutes les lignées (dont les deux derniers dalaï-lama) ont souvent adopté le Dzogchen comme pratique ultime même si jusqu'à une époque assez récente, cela était en partie secret.
D'autre part, la transmission directe de l'enseignement de Padmasambhava ou d'un autre maître du passé par l'intermédiaire des termas, textes redécouverts matériellement ou par une révélation, est avec le dzogchen l'une des particularités du courant nyingma. Les découvreurs de trésors ou tertöns sont très nombreux. Le premier fut Sangye Lama (1000–1080). Les plus célèbres sont les « cinq rois tertöns » Nyangrel Nyima Özer (1124-1192), Guru Chöwang (1212-1270), Dorje Lingpa (1346-1405), Orgyen Péma Lingpa (1405-1521), Jamyang Khyentsé Wangpo (1820-1892) et les « huit lingpas » (Sangye, Dorje, Rinchen, Padma, Ratna, Kunkyong, Do-ngag and Tennyi Lingpa). Citons encore Rigdzin Godem (1307–1408) et, au XIXe siècle, Jamyang Khyentse, Jamgon Kongtrul Lodrö Thayé et Chogyur Lingpa. Ils sont tous considérés comme des réincarnations de l'un des vingt-cinq disciples de Padmasambhava. Le mode de transmission ordinaire directement de maître à disciple se nomme kama.
Les grands maîtres du Dzogchen sont Prahevadjra (Garab Dordje), Shri Simha, Padmasambhava, Jnana Sutra et Vimalamitra.

### Les neuf véhicules
La tradition nyingma distingue neuf voies ou « véhicules » de pratique : 
- Trois voies communes basées sur les sutras : celle de l'auditeur simple, celle du pratiquant solitaire et celle du bodhisattva. Les deux premiers correspondent au Bouddhisme hīnayāna et le troisième au Bouddhisme mahāyāna ;
- Trois voies tantriques externes : le Kriya Tantra permet de purifier son comportement et son langage, et enseigne des pratiques simples de visualisation ; l'Upa Tantra développe les facultés internes augmentant l'affinité avec la déité (yidam) ; le Yoga Tantra développe en soi la vitalité psychique et la force de Vajrasattva. Concrètement, ces trois voies ne jouent pas un rôle très important dans la pratique chez les nyingmapa. On y trouve des rituels très anciens hérités de l'Inde ou du Chamanisme tibétain ;
- Trois voies tantriques internes : le Mahayoga vise l'élimination de la perception et de l'attachement par la visualisation et l'identification à la déité (phase de génération) ; l'Annuyoga, permet au corps de vajra de servir à la perception fondamentale (phase de complétion) ; l'Atiyoga permet de transcender le temps, l'expérience et l'activité et de recevoir l'enseignement de Samantabhadra.

Le Mahayoga et l'Annuyoga constituent le cœur des pratiques tantriques (en particulier les sadhana pratiquées quotidiennement).
L'Atiyoga est le Dzogchen et dépasse à proprement parler le tantrisme.
Les six premières voies sont communes aux autres écoles du Bouddhisme tibétain, mais la classification en Mahayoga, Annuyoga et Atiyoga des tantras internes est propre aux nyingmapa. Les tantras internes sont regroupés par le terme anuttarayoga dans les autres écoles et ne reposent pas, le plus souvent, sur les mêmes tantras. Les nyingmapa utilisent les tantras « anciens » de la première diffusion du Bouddhisme et ceux provenant des termas alors que les autres écoles utilisent les tantras « nouveaux »  de la deuxième diffusion du Bouddhisme au Tibet.

### Les trois transmissions
On peut distinguer trois niveaux dans l'enseignement, selon l'origine de la transmission : 
- Enseignement provenant directement du bouddha primordial (dharmakāya) Samantabhadra, considérés comme inaccessibles à un humain ordinaire ;
- Enseignement du sambhogakāya Vajrasattva ou Vajrapani, accessibles aux « titulaires de la connaissance », niveau qui peut être acquis après de nombreuses années d'étude et de pratique. Il fut d'abord transmis à Garab Dorje de la terre de dakinis Ögyan, puis à Manjushrimitra, Shrisimha, Padmasambhava, Jnanasutra, Vimalamitra et Vairotsana.
- Enseignement du « chuchotement humain » provenant des cinq bouddhas et transmis à Shrisimha et Vimalamitra, accessible à tous ;

### Division de l'enseignement Nyingmapa
L'enseignement Dzogchen est divisé en trois séries : la série de l'esprit (Semdé) ; la série de l'espace (Longdé) ; la série des préceptes (Men ngak dé).
Philippe Cornu explique :

« L'enseignement Nyingmapa est divisé en deux grands modes de transmission. La transmission canonique kama, ou lignée orale longue, est la transmission ininterrompue des textes fondamentaux et des instructions pratiques, perpétuées jusqu'à nos jours de maîtres à disciples. La transmission terma, ou « lignée abrégée », débute au VIIIe siècle avec Padmasambhava. C'est la transmission des « textes-trésors » dissimulés dans divers supports par Padmasambhava, Yeshe Tsogyal et quelques-uns de leurs disciples, que des tertöns, « découvreurs de trésors », exhument à une époque choisie. Ces découvreurs sont nécessairement des incarnations du maître Padmasambhava ou de ses vingt-cinq disciples, dont la mémoire est « réveillée » par la découverte. Il en résulte donc une transmission abrégée, puisque, entre Padmasambhava et un tertön du XXe siècle, par exemple, il n'existe aucun intermédiaire. »

Les maîtres  Dzogchen sont détenteurs des deux lignées (kama et terma). Les transmissions contiennent à la fois des textes tantriques et du Dzogchen.
La tradition kama est, elle-même, divisée en trois sections : la section do, sutra, ne se réfère pas aux  sutra mais aux tantra du   Annuyoga (le huitième véhicule, voir ci-dessus) ; la section gyü se réfère au Guhyagarbha tantra et, plus généralement, au Mahayoga (le septième véhicule, voir ci-dessus) ; la section sem, « esprit » fait allusion au Dzogchen (le neuvième véhicule, voir ci-dessus) et en fait englobe les trois séries (Semdé, Longdé, Men ngak dé). Plus précisément, la section sem comprend la quasi-totalité des enseignements de la série Semdé (dont le Küntché Gyalpo tantra)  et de la série Longdé, ainsi que les « dix-sept tantras » du Dzogchen Men ngak dé.
Enfin, la tradition terma contient des enseignements Dzogchen Men ngak dé et des textes tantriques. Les textes termas du Dzogchen  sont souvent appelés des Nyingthik ou « essences ou sphères du cœur » (certains Nyingthik ne sont pas des terma et relèvent de la tradition kama comme le Vima Nyingthik). Les termas sont très nombreux, Longchenpa (1308-1364)  en a rassemblé et commenté un très grand nombre que l'on désigne comme les   Nyingthik anciens : c'est le Nhyingthik Yabshyi et Jigme Lingpa (1730-1798) découvrit les Nyingthik nouveaux : le Longchen Nyingthik. Mais de nouveaux termas sont découverts constamment.

## Textes
Les textes sur lesquels se base le nyingmapa sont nombreux. À côté du canon du bouddhisme tibétain Kangyour-Tanjur on peut citer les écrits de Longchenpa (1308-1363) :
Dzödun, Ngalso Korsum, Rangdröl Korsum, Yangtig Namsum.
le   Nhyingthik Yabshyi ou Les quatre branches de l'essence du cœur composé sur la base du Khandro Nyingtig attribué à Padmasambhava et du Vima Nyingtig attribué à Vimalamitra.
Le Gyud Bum ou Collection des cent-mille tantras [nyingma].
Jigme Lingpa (1730-1798) a condensé le Nyingthig Yazhi en un cycle de termas appelé Longchen Nyingthik, qui constitue la base essentielle du dzogchen rimé et du dzogchen contemporain.
Un autre recueil important est le Rinchen Terdzod en soixante-deux volumes, compilé par Kongtrul Yonten Gyatso (1813-1899), contient des centaines de termas.
Le Guhyagarbha tantra  est le tantra qui donne un cadre à toutes les pratiques tantriques de cette école.
Le Dzogchen  Nyingmapa repose sur de nombreux textes dont le très important Küntché Gyalpo tantra ainsi que des « dix-sept tantras du Dzogchen » qui servent de base au Vima Nyingtig.
Ces dix-sept tantras sont les suivants :
1) Le Tantra du son qui traverse tout (SGrathal-'gyur chen-po'i rgyud).
2) Le Tantra de la perfection spontanée (rDzog-pa rang-byung chen-po'i rgyud).
3) Le Tantra intranscriptible (Yi-ge medpa'i rgyud chen-po).
4) Le Tantra du grand lever naturel de Rigpa (Rig-pa rang-shar chen-po'i rgyud).
5) Le Tantra de la liberté naturelle de Rigpa (Rig-pa rang-grol chen-po thams-cad grol-ba'i rgyud).
6) Le Tantra de l'amas de précieux joyaux (Rin-po-che dpung-pa'i rgyud).
7) Le Tantra des reliques flamboyantes (sKu-gdung 'bar-ba'i rgyud).
8) Le Tantra paré d'une grâce de bon augure (bKras-shis mdzes-ldan chen-po'i rgyud).
9) Le Tantra du miroir du cœur de Vajrasattva (rDo-rje sems-dpa' snying gi me-long gi rgyud).
10) Le Tantra du miroir de l'esprit de Samanthabadra (Kun-tu bzang-po thugs-khy me-long gi rgyud).
11) Le Tantra de la présentation (Ngo-sprod spras-pa'i rgyud).
12) Le Tantra du collier de perles (Mu-tig phreng-ba rin-po-che'i rgyud).
13) Le Tantra des six espaces de Samntabhadra (Kun-tu bzang-po klong drug-pa'i rgyud).
14) Le Tantra des lampes flamboyantes (rGrom-ma 'bar-ba'i rgyud).
15) Le Tantra de l'union du soleil et de la lune (Nyi-zla kha-sboyr).
16) Le Tantra de la parfaite énergie créatrice du lion (Seng-ge rtsal-rdzogs khy rgyud).
17) Le Tantra de l'incrustation de joyaux (Nor-bu phra-bkod).